# 和賀町
和賀町（わがちょう）は、岩手県中西部にあった町。和賀郡に属していた。
1991年（平成3年）4月1日、（旧）北上市、江釣子村と合併し（新）北上市となり、消滅した。

## 概要
- 岩手県の西側の奥羽山脈の東側に位置する和賀川流域の山間部の町であり、鬼剣舞発祥の町と夏油温泉がある。[1][2]

### 町名の由来
- アイヌ語で綺麗な水のことを「ワッカ」と呼ばれたことかつ和賀郡から来たものである[1]。

## 地理

### 隣接自治体
- 岩手県
  - 花巻市
  - 北上市
  - 和賀郡湯田町
    - 江釣子村
    - 沢内村

  - 胆沢郡金ケ崎町
    - 胆沢町

## 歴史

### 沿革
- 1889年（明治22年）4月1日 - 町村制が施行され、東和賀郡に以下の町村が成立する。
  - 岩崎村、煤孫村、山口村、岩崎新田が合併し、岩崎村が成立。
  - 横川目村、堅川目村が合併し、横川目村が成立。
  - 藤根村、長沼村、後藤村が合併し、藤根村が成立。
- 1897年（明治30年）4月1日 - 郡の統合により東和賀郡と西和賀郡が合併し和賀郡となる[3]。
- 1955年（昭和30年）3月31日 - 藤根村と和賀郡江釣子村と境界の一部を変更。
  - 4月1日 - 岩崎村、横川目村、藤根村と合併して和賀村を設置。
- 1956年（昭和31年）1月3日 - 町章を制定する[4]。
- 1956年（昭和31年）4月1日 - 和賀村が町制施行し和賀町となる。
- 1962年（昭和37年）5月1日 - 北上市と境界の一部を変更。
- 1967年（昭和42年）8月1日 - 江釣子村と境界の一部を変更。
- 1970年（昭和45年）3月1日 - 花巻市と境界の一部を変更。
- 1980年（昭和55年）10月9日 - 町民憲章を制定する[4]。
- 1991年（平成3年）4月1日 - （旧）北上市、江釣子村と合併し（新）北上市となり、消滅した。

## 行政
- 和賀町役場
- 藤根生活センター

### 歴代町長
| 代 | 氏名       | 就任                     | 退任                      | 備考 |
| -- | ---------- | ------------------------ | ------------------------- | ---- |
| 1  | 高橋藤八   | 1955年（昭和30年）5月1日 | 1959年（昭和34年）4月30日 |      |
| 2  | 高橋藤八   | 1959年（昭和34年）5月1日 | 1963年（昭和38年）4月30日 |      |
| 3  | 齋藤政憲   | 1963年（昭和38年）5月1日 | 1967年（昭和42年）4月30日 |      |
| 4  | 八重樫運吉 | 1967年（昭和42年）5月1日 | 1971年（昭和46年）4月30日 |      |
| 5  | 齋藤政憲   | 1971年（昭和46年）5月1日 | 1975年（昭和50年）4月30日 |      |
| 6  | 齋藤政憲   | 1975年（昭和50年）5月1日 | 1979年（昭和54年）4月30日 |      |
| 7  | 齋藤政憲   | 1979年（昭和54年）5月1日 | 1983年（昭和58年）4月30日 |      |
| 8  | 齋藤政憲   | 1983年（昭和58年）5月1日 | 1987年（昭和62年）4月30日 |      |
| 9  | 齋藤政憲   | 1987年（昭和62年）5月1日 | 1991年（平成3年）3月31日  |      |

### 町花・町鳥・町木
- 町花 - ヤマユリ[4]
- 町鳥 - ヤマバト[4]
- 町木 - ブナ[4]

### 紋章
- 「わが」を図案化し、「わ」を円満と和・「が」を町の飛躍発展を目的として和賀村章として1956年1月3日に制定され、町制施行後に継承された。[4]

## 産業

### 農業
- 町の基幹産業として機能している。[5]

### 工業
- 後藤田工業団地

### 商業
- 国道107号を中心にし、藤根野中・横川目地区に集中している。[6]

## 教育
10校の小学校と2校の中学校があった。
- 和賀町立和賀西中学校
- 和賀町立和賀東中学校
- 和賀町立藤根小学校
- 和賀町立和賀小学校
- 和賀町立横川目小学校
- 和賀町立岩沢小学校
- 和賀町立仙人小学校
- 和賀町立山口小学校
- 和賀町立岩崎小学校
- 和賀町立岩崎新田小学校
- 和賀町立煤孫小学校
- 和賀町立笠松小学校

## 交通

### 鉄道
- JR東日本北上線
  - 藤根駅 - 立川目駅 - 横川目駅 - 岩沢駅 - 和賀仙人駅

### 道路
- 国道107号（別名:平和街道）

## 観光
- 夏油温泉
- 瀬美温泉
- 水神温泉
- 和賀仙人遺跡
- 和賀スキー場
- 水神スキー場（2000年前後に営業休止、2022年現在跡地を再開発中[8]）
- 岩崎城 (陸奥国)跡（岩崎城運動公園）